# Sistema de gestión de baterías

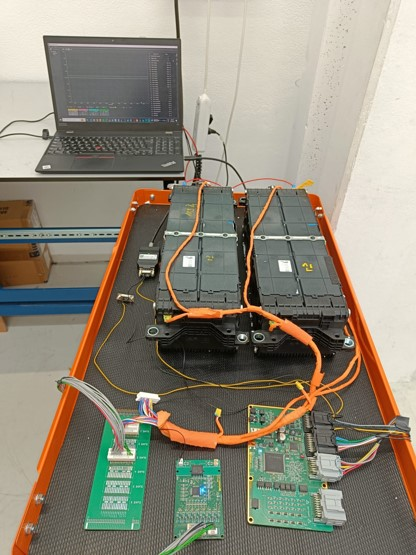
Batería de dos módulos gestionada por un BMS

Un Sistema de Gestión de Baterías (en inglés, battery management system, BMS) es un sistema electrónico que gestiona una batería recargable (pila o batería), por ejemplo, mediante la protección de la batería para no operar fuera de su área de operación segura (Safe Operating Area,), el seguimiento de su estado, el cálculo de los datos secundarios, informar de esos datos, el control de su entorno, la autenticación y / o el balance o equilibrio de la misma.
Un paquete de baterías que cuenta con un sistema de gestión de baterías y una comunicación externa por bus de datos, es un paquete de baterías inteligente. Un paquete de baterías inteligente debe recargarse por un cargador de baterías inteligente.

## Principales Funciones de un Sistema de Gestión de Baterías
El BMS consta de dos elementos principales: placa master y placa de monitoreo de celdas. En sistemas de gestión de baterías de baja tensión (<72V) se pueden encontrar productos que incluyen ambas funciones en una única placa o circuito. Las principales funciones que debe cubrir un sistema de gestión de baterías son las siguientes:
- Control de tensión (voltaje) y temperatura de las celdas de los módulos de baterías.

Los módulos de baterías incorporan entre 10 y 28 celdas. La placa de monitorio de celdas (en inglés, cell monitoring device, CMD) monitorizan la tensión y temperatura de estas celdas para transmitir esta información a la placa Master.
- Medida de aislamiento:

Los sistemas de gestión de baterías de alta tensión se recomienda incluyan medida de aislamiento de la batería que monitorice su correcto estatus eléctrico y en caso de perdida de aislamiento pueda accionar la medida de seguridad correspondiente.
- Control del estado de carga (SoC):

El SoC representa el porcentaje de capacidad disponible en la batería respecto a su capacidad total. En términos simples, el SoC actúa como un indicador del "nivel de energía" de una batería, permitiendo conocer cuánta energía queda disponible para ser utilizada. Por ejemplo, un SoC del 100 % indica que la batería está completamente cargada, mientras que un SoC del 0 % se traduce en una batería completamente descargada. Este parámetro es esencial para optimizar la operación de dispositivos electrónicos, vehículos eléctricos y sistemas de almacenamiento de energía. En la práctica, el SoC se sitúa en umbrales entre 100% y mínimos (20% por ejemplo) para proteger a las batería.
Existen varios métodos para estimar el SoC, y cada uno tiene ventajas y limitaciones dependiendo de las condiciones de operación y el tipo de batería. A continuación, se describen los enfoques más comunes:
1. Integración de Corriente (Coulomb Counting): Este método mide la corriente que entra y sale de la batería en el tiempo. Aunque es sencillo de implementar, puede acumular errores con el tiempo si no se calibra periódicamente.
2. Tensión Abierta del Circuito (OCV): El SoC se estima a partir de la relación entre el voltaje de circuito abierto y el SoC. Este método es preciso para celdas con curvas de descarga predecibles, pero requiere que la batería esté en reposo para evitar errores debido a polarización interna.
3. Modelos Electroquímicos o Basados en Parámetros: Estos métodos utilizan modelos matemáticos que describen el comportamiento de la batería. Suelen ser más precisos, pero también son más complejos y requieren una mayor capacidad de procesamiento.
4. Inteligencia Artificial y Algoritmos Avanzados: Con la creciente complejidad de los sistemas modernos, el uso de redes neuronales y algoritmos como el filtro de Kalman permite estimar el SoC en tiempo real con alta precisión, incluso en condiciones de operación variables.

Un monitoreo preciso del SoC es fundamental para optimizar el uso de la energía almacenada, asegurando la mayor autonomía posible en vehículos eléctricos y sistemas de almacenamiento. También resulta clave para prevenir tanto la sobrecarga como la descarga profunda, condiciones que podrían dañar la batería, reducir su capacidad y acortar su vida útil. Además, el SoC contribuye significativamente a mejorar la seguridad del sistema al evitar situaciones de riesgo como sobrecalentamientos o cortocircuitos que podrían generarse por un manejo incorrecto del estado de carga. Por último, un monitoreo preciso del SoC permite prever con antelación la necesidad de recarga o reemplazo, facilitando una planificación de mantenimiento más eficiente.
La estimación precisa del SoC puede enfrentarse a diversos retos. Por un lado, la degradación natural de las baterías con el tiempo afecta su capacidad y complica los cálculos relacionados. Por otro, las condiciones extremas de temperatura, ya sean altas o bajas, influyen en el rendimiento de la batería y en la precisión de los modelos utilizados para estimar el SoC. Además, en sistemas donde las baterías están conectadas en paralelo o en serie, las distribuciones desiguales de carga pueden dificultar un monitoreo eficiente y preciso.
- Control del estado de salud (SoH).
- Control de contactores.

La función de control de contactores en un Sistema de Gestión de Baterías (BMS) consiste en gestionar los contactores eléctricos (interruptores de alta potencia) que conectan o desconectan el paquete de baterías del resto del sistema eléctrico, como el inversor, el cargador o las cargas externas. Entre las funciones que tienen los contactores destacan los siguientes:
1. Conexión y desconexión segura: El BMS controla cuándo abrir o cerrar los contactores para garantizar que la energía de la batería fluya únicamente en condiciones seguras, evitando daños o riesgos en el sistema.
2. Protección contra fallos: Si se detectan condiciones anómalas, como sobrecarga, cortocircuitos, sobrecalentamiento o desequilibrios en las celdas, el BMS desconecta los contactores para proteger tanto la batería como los componentes externos.
3. Pre-carga del sistema: Antes de cerrar los contactores principales, el BMS activa un circuito de pre-carga (a través de un contactor adicional o un relé) que limita la corriente inicial para evitar picos de corriente y daños en componentes sensibles, como el inversor.
4. Aislamiento de seguridad: En situaciones críticas o al apagar el sistema, el BMS desconecta los contactores para garantizar que la batería quede aislada del resto del sistema, mejorando la seguridad.

Los sistema de gestión de baterías suelen incorporar el control de hasta 4 contactores para poder activar las diferentes funciones. No obstante, la tendencia en el mercado de automoción es incrementar el número de contactores por sistema para poder incluir mayores y mejores funciones de seguridad.
- Control de fusibles.